# Synoditella bisulcata
Synoditella bisulcata är en stekelart som först beskrevs av Jean-Jacques Kieffer 1904.  Synoditella bisulcata ingår i släktet Synoditella och familjen Scelionidae. Inga underarter finns listade i Catalogue of Life.